# 普京 (奥地利)
普京（德語：Pucking）是奥地利上奥地利州林茨兰县的一个市镇。总面积20平方公里，总人口3639人，人口密度182.0人/平方公里（2005年）。